# Wok z Rożemberka
Wok z Rożemberka (łac. Woko de Rosenberch, cz. Vok I. z Rožmberka; ur. 1210, zm. 4 czerwca 1262 w Grazu) – czeski szlachcic z rodu Witkowców, założyciel rodziny szlacheckiej Rożemberków (panowie z Rożemberka), najwyższy marszałek Królestwa Czech (1255–1262), namiestnik królewski Górnej Austrii i Styrii. Fundator zamku rodowego Rožmberk i klasztoru cystersów Vyšší Brod, który stał się rodzinnym miejscem pochówku panów z Rożemberka. Założyciel miasta Prudnik. Uczestnik kampanii podbojowych króla Przemysła Ottokara II.

## Rodzina
Wok pochodził z wpływowej południowoczeskiej rodziny szlacheckiej Witkowców, był wnukiem założyciela tej rodziny, Witka I z Prčic i synem Witka III Młodszego z Prčic i Plankenberka. Nie zachowały się wiarygodne informacje o imieniu i pochodzeniu jego matki. Według Miroslava Marka pochodziła ona z rodziny hrabiów von Schwarzburg-Blankenburg, Vaclav Brzezan również wskazuje na jej przynależność do rodu Schwarzburgów. Wok (Vok), jedno z rodowych imion panów z Rożemberka, był zapewne starym zdrobnieniem imienia Vojtěch (tak, jak starą czeską formą imienia Petr był Pek). Możliwe jednak, że imię to ma związek z germańskimi imionami Ulf, Wolf, Wolcan, Woco.

## Życiorys

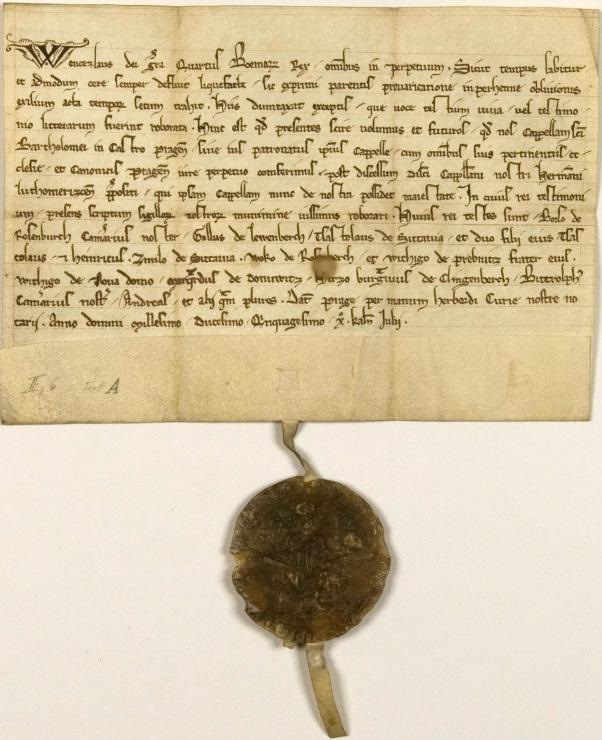
Statut króla Wacława I, w którym po raz pierwszy wspomniano o Woku z tytułem „z Rożemberka”

Po raz pierwszy w zachowanych do dziś źródłach pisanych Wok wymieniony jest wraz ze swoim bratem Zachariaszem w 1220 („Woco et Zacharias filii Witconis”). Kolejny raz wspominany jest wraz z drugim bratem, Witkiem, jako jeden ze świadków w dokumencie z dnia 28 grudnia 1243.
Woka z tytułem „z Rożemberka” pierwszy raz wspomina statut króla Wacława I z 22 czerwca 1250, gdzie ponownie pojawia się wraz ze swoim bratem Witkiem („Woko de Rosenberch et Withigo de Pribinich frater ejus”). Była to pierwsza pisemna wzmianka o zamku Rožmberk, który prawdopodobnie został założony przez Woka, a który przetrwał do dziś. Po raz kolejny bracia Wok i Witek wymieniani są w dokumencie z dnia 29 marca 1252, po czym ustają wzmianki dokumentalne o Witku. Po jego śmierci Wok odziedziczył Příběnice.

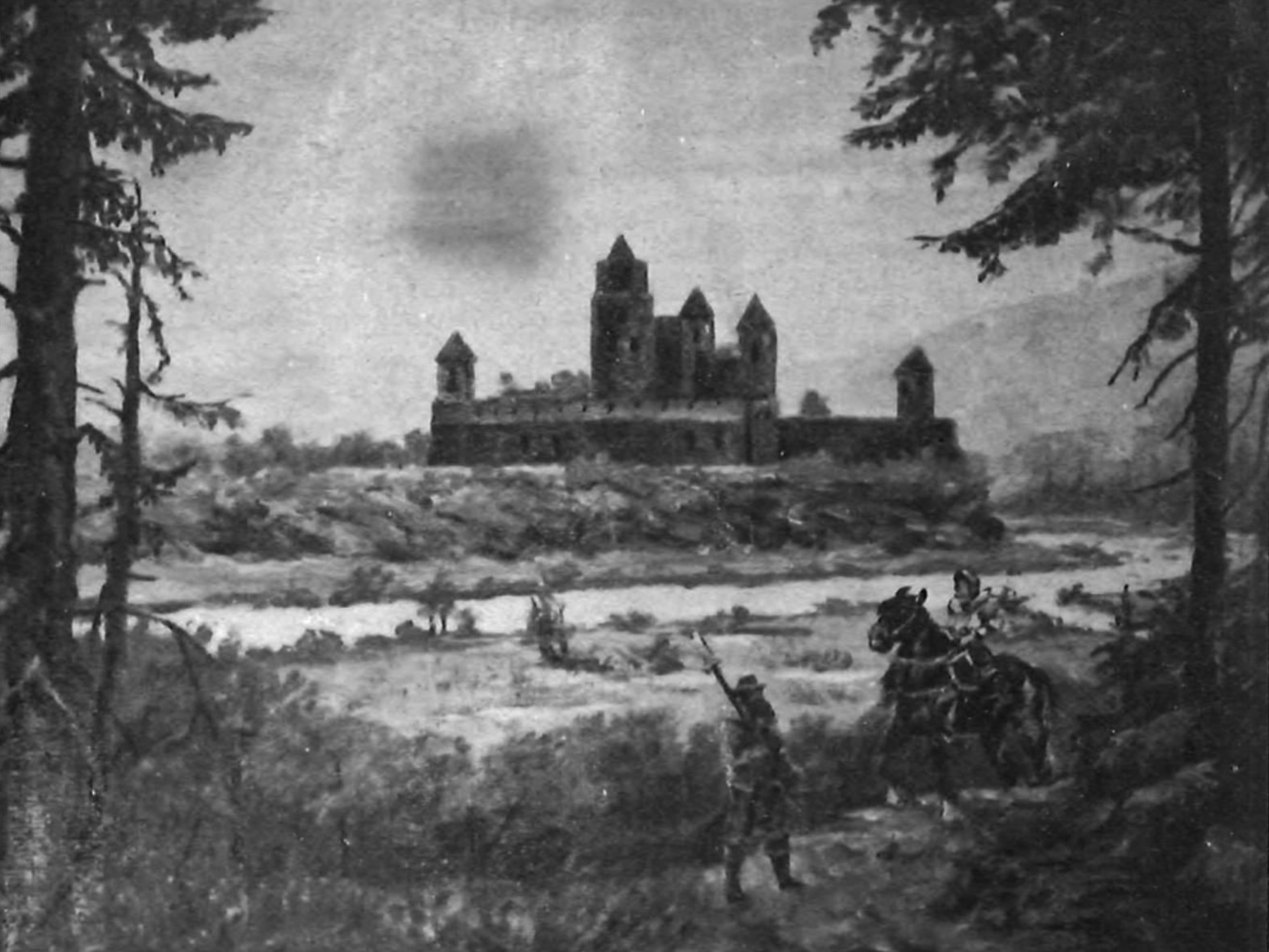
Zamek w Prudniku w 1260 roku, rysunek autorstwa W. Schreibera

Wok z Rożemberka brał udział w wojnie między Przemysłem Otokarem II a królem węgierskim Belą IV o austriacki tron, następnie reprezentował króla w negocjacjach ze stroną węgierską, co zaowocowało zawarciem traktatu pokojowego w kwietniu 1254 roku. Król Węgier uznał Przemysła Ottokara II za księcia Austrii w zamian za uznanie jego zwierzchnictwa nad księstwem Styrii. Następnie Wok brał czynny udział w czeskiej kolonizacji ziem śląskich znajdujących się pod zwierzchnictwem króla czeskiego na pograniczu, gdzie otrzymał niektóre majątki ziemskie. Pod koniec 1255 założył przyszłe miasto Prudnik, wznosząc nad rzeką Prudnik gotycki zamek Wogendrüssel. Jedyną pozostałością po nim jest wieża zamkowa, nazywana „Wieżą Woka”.
W 1254 Wok jako marszałek towarzyszył królowi Przemysłowi Otokarowi II w jego krucjacie przeciwko Prusom. Dokument datowany na 7 czerwca 1255 po raz pierwszy wymienia on Woka na stanowisku najwyższego marszałka Królestwa Czech, choć być może objął je już w 1254. W 1254 lub 1256 został mianowany królewskim namiestnikiem Górnej Austrii z tytułem „iudex provincialis”. Wok z Rożemberka uczestniczył jako królewski przedstawiciel w przygotowaniu sojuszu wojskowego zawartego między Przemysłem Ottokarem II a biskupem Pasawy Otto von Lonsdorffem 23 kwietnia 1257. Latem tego samego roku brał udział w nieudanym najeździe króla czeskiego na Bawarię. 24 sierpnia, podczas przechodzenia wycofujących się wojsk czeskich przez Mühldorf am Inn, pod Czechami zawalił się most. Pozostałe wojska, wraz z Wokiem, broniły się w Mühldorfie przed przeważającymi siłami książąt bawarskich przez dziewięć dni, po czym osiągnięto porozumienie z Bawarczykami w sprawie swobodnego wycofania wojsk czeskich do Czech.

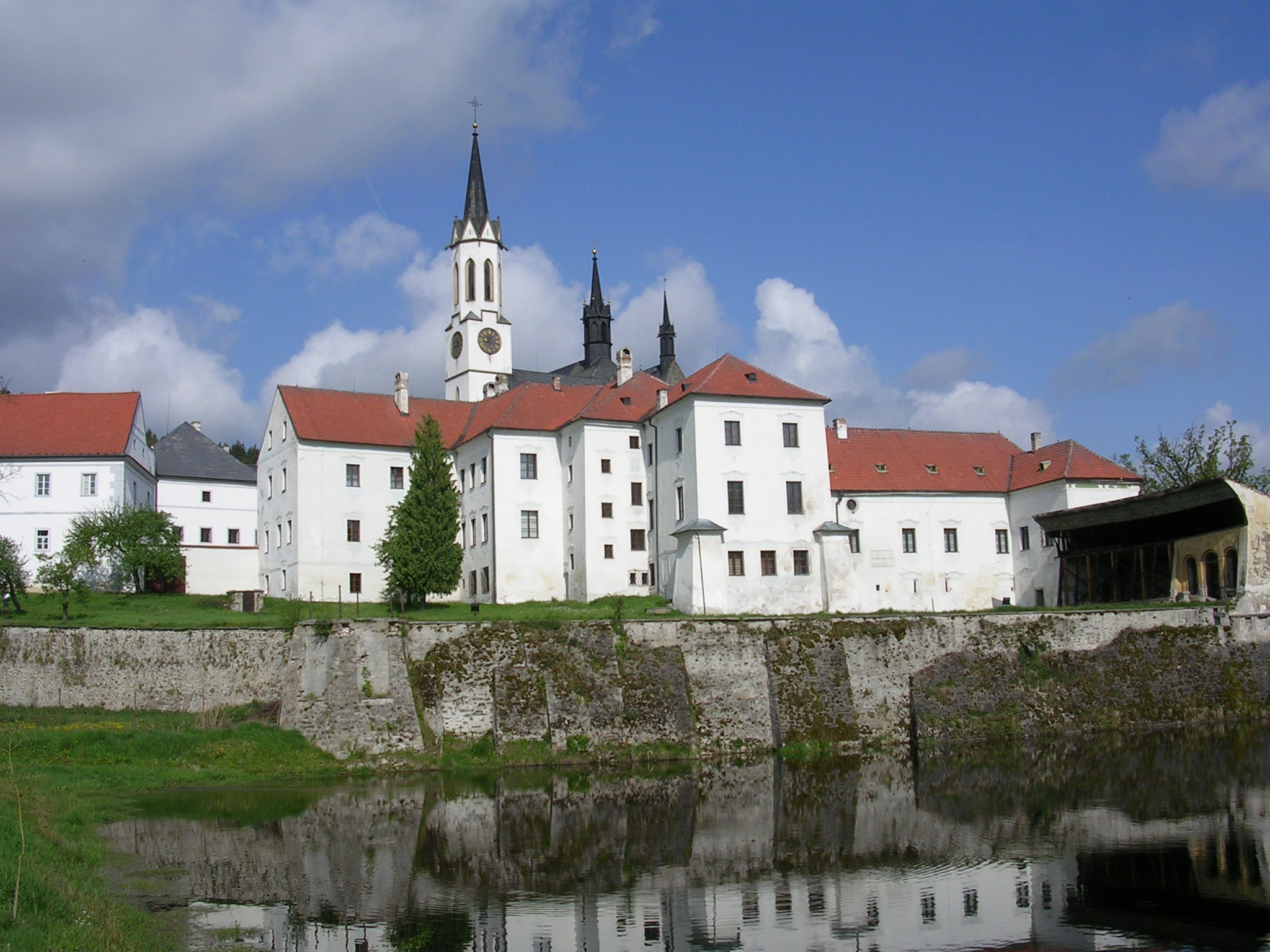
Klasztor Vyšší Brod

Czynnie angażował się w kolonizację ziem południowych Czech, gdzie koncentrowały się jego główne posiadłości. W 1258 wysłał pierwszą petycję do kapituły generalnej opactwa Cîteaux o założenie klasztoru cysterskiego na południu Czech. W następnym roku Wok wysłał drugą petycję o założenie klasztoru w miejscowości Vyšší Brod, na którą najwyraźniej otrzymał pozytywną odpowiedź. Żona Woka – Jadwiga von Schaumburg, której rodzina patronowała austriackiemu opactwu cystersów w Wilhering, brała czynny udział w założeniu klasztoru w Vyšší Brod. Po uzyskaniu aprobaty Kapituły Generalnej w Cîteaux, Wok wezwał z opactwa Wilhering 12 cystersów, którzy byli pierwszymi braćmi nowego klasztoru. Na mocy prawa z 11 czerwca 1261 Wok nadał klasztorowi Vyšší Brod kościół w Veselí nad Lužnicí i wieś Ponědraž. Król oficjalnie zatwierdził fundację klasztoru w Vyšším Brode po śmierci Woka – w 1264 roku.
W lipcu 1260 Wok wziął udział w zwycięskiej dla Czechów bitwie z Węgrami pod Kresenbrunn, po której król mianował go hetmanem (gubernatorem) Styrii (w przywileju z 1 maja 1262 Wok jest wymieniony jako „Wocho de Rosenberch marscalcus et capitaneus Stiriae”). Wok brał również udział w negocjacjach pokojowych ze stroną węgierską, które rozpoczęły się w Wiedniu tuż po bitwie. W tym samym roku królowa czeska i księżna austriacka Małgorzata Babenberg podarowała Wokowi austriacki zamek Raabs (w dzisiejszej miejscowości Raabs an der Thaya).

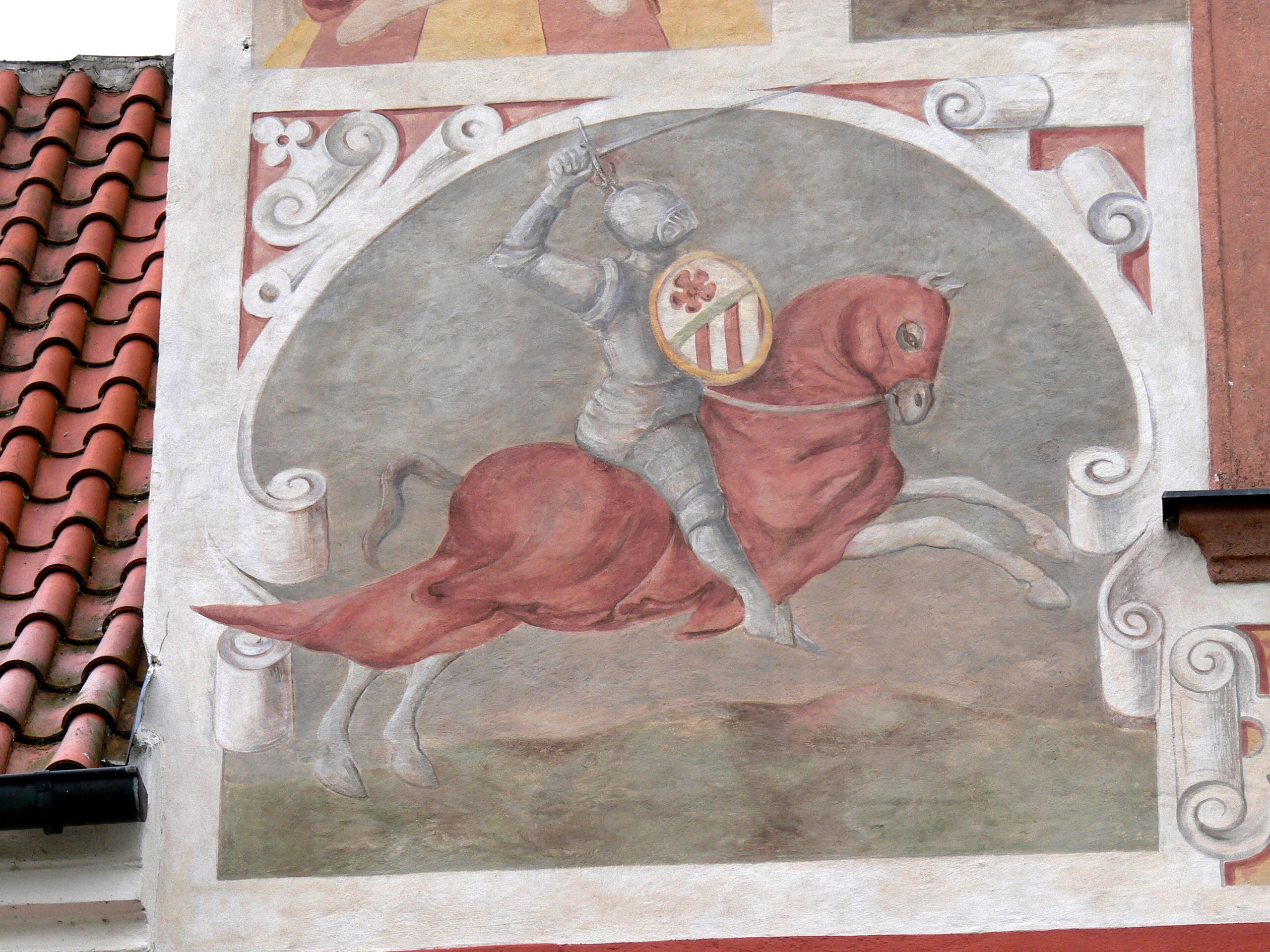
Przedstawienie Woka z Rożemberka w klasztorze Vyšší Brod

Wok zmarł 3 czerwca 1262 w styryjskim Grazu i został pochowany w krypcie pod prezbiterium kościoła klasztoru Vyšším Brode, który stał się rodzinnym grobowcem jego potomków. Testament Woka, sporządzony przez niego w Grazu przed śmiercią, przechowywany jest w klasztorze. Wok przekazał dobra swojej żonie. Ponadto przekazał klasztorowi Vyšší Brod wioskę Rožnov. Zamek w Prudniku otrzymał syn Woka – Henryk z Rożemberka, który w 1279 uzyskał dla Prudnika lokację miasta na prawie niemieckim.

## Biografia
- Jan Jůna: Vítkovci a jejich rod do roku 1312. Jindřichův Hradec: Epika, 2011. ISBN 978-80-87435-11-3.
- Constantin von Wurzbach: Rosenberg, Wok von. In: Biographisches Lexikon des Kaiserthums Oesterreich. 27. Theil. Kaiserlich-königliche Hof- und Staatsdruckerei, Wien 1874, S. 13
- J. Siebmachers grosses und allgemeines Wappenbuch. Abteilung 5: Oberösterreichischer Adel. Band 4, Hälfte 1. Bauer & Raspe, Nürnberg 1885, S. 301–304.
- Matthäus Klimesch (Hrsg.): Norbert Heermann’s Rosenberg’sche Chronik. Verlag der Königlich Böhmischen Gesellschaft der Wissenschaften, Prag 1897.
- Hugo Weczerka (Hrsg.): Handbuch der historischen Stätten. Schlesien (= Kröners Taschenausgabe. Bd. 316). Kröner-Verlag, Stuttgart 1977, ISBN 3-520-31601-3, S. 353 f.
- Jörg K. Hoensch: Přemysl Otakar II. von Böhmen. Der goldene König. Styria, Graz u. a. 1989, ISBN 3-222-11910-4, S. 59 f., 70, 111, 116, 118f., 124, 133.
- Joachim Bahlcke, Winfried Eberhard, Miloslav Polívka (Hrsg.): Handbuch der historischen Stätten. Böhmen und Mähren (= Kröners Taschenausgabe. Bd. 329). Kröner-Verlag, Stuttgart 1998, ISBN 3-520-32901-8, S. 195, 440, 666.
- Annemarie Enneper: Rosenberg, von (böhmische Adelsfamilie). In: Neue Deutsche Biographie (NDB). Band 22, Duncker & Humblot, Berlin 2005, ISBN 3-428-11203-2, S. 57 f.
- Anna Kubíková: Rožmberské kroniky. Krátky a summovní výtah od Václava Březana. Veduta, České Budějovice 2005, ISBN 80-86829-10-3.